# Camarón rebozado
El camarón rebozado (camaron rebosado en tagalo españolizado, o rebosadong hipon en tagalo indigenizado) es un plato de la cocina filipina que consiste en camarones (gambas en español de España) los cuales se rebozan, se fríen y se sirven con una salsa agridulce. Es un alimento básico en la gastronomía filipina.

## Origen
El nombre proviene del español, aunque actualmente rebosado en tagalo quiere decir «maltratado».  A pesar del nombre en español, el plato es chino-filipino, introducido originalmente por los inmigrantes chinos en Filipinas.

## Preparación

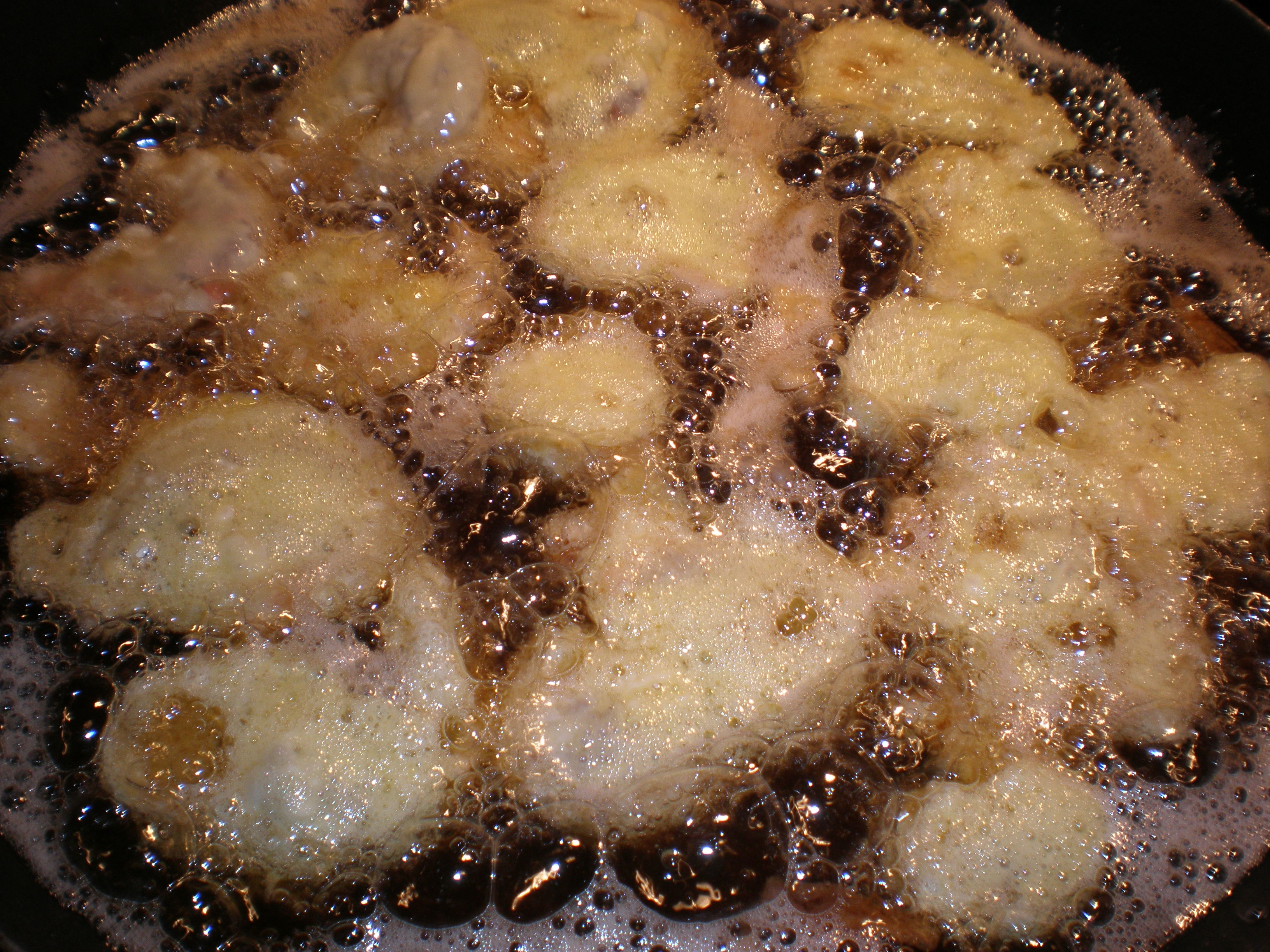
Preparación de camarón rebozado

Se prepara removiendo las cabezas, y algunas veces también las colas, de los camarones.  Luego se corta longitudinalmente a lo largo de la espalda y se envuelve con mantequilla, sin la vena.  Los camarones se marinan durante unos minutos en una mezcla de jugo de calamansi, sal, pimienta negra, ajo y otras especias al gusto. La masa se hace mezclando harina con huevo, pimienta negra, almidón de maíz o polvo para hornear, y agua.  El camarón se recubre uniformemente y luego se fríe en aceite caliente. También es común cubrir los camarones con pan rallado antes de freírlos.
Se sirve tradicionalmente con salsa agridulce (agre dulce). La salsa se puede verter encima de los camarones cocidos o servir como salsa para mojar.  También se puede servir con salsa de soja y jugo de calamansi (toyomansi), mayonesa con infusión de ajo o salsa de tomate y plátano.
Es similar a la tempura japonesa, aunque la tempura usa una masa más ligera que se enfría antes de freír.

## Variaciones
El Camarón rebozado con jamón es una variación del plato que incluye jamón envuelto alrededor de los camarones en su preparación. Es un plato tradicional en el distrito de Binondo, Manila, el barrio chino de la ciudad.